# Izolace (topografie)

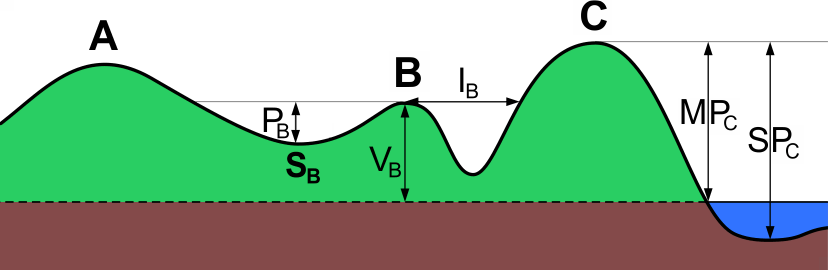
A, B, C … vrcholy (A je mateřský vrchol pro B)
S_{B} … klíčové sedlo vrcholu B
V_{B} … nadmořská výška vrcholu B
P_{B} … prominence vrcholu B (od sedla s mateřským vrcholem)
I_{B} … izolace vrcholu B
P_{B} / V_{B} … dominance vrcholu B (v %)
MP_{C} … mokrá prominence vrcholu C (od hladiny moře)
SP_{C} … suchá prominence vrcholu C (od úpatí na dně moře)

Izolace vyjadřuje osamocenost vrcholu hory a je definována jako nejmenší vzdálenost vrcholu k nějakému vyššímu bodu (místu s vyšší nadmořskou výškou).
Vyšší bod nemusí být na mateřském vrcholu (sousední vrchol spojený s daným vrcholem nejvyšším sedlem) ani na hoře s nejbližším vrcholem, může být i na jiné hoře, která má vzdálenější vrchol, ale bližší úbočí (svah) s vyšší nadmořskou výškou.
Například pro krkonošské Stříbrné návrší je mateřským vrcholem Studniční hora (vzdálenost vrcholů 2 km), nejbližším vrcholem Luční hora (vzdálenost vrcholů 1,7 km), ale izolace je dána vzdáleností od svahu Stříbrného hřbetu (1,1 km).

## Související pojmy
- Mateřský vrchol – vyšší vrchol, spojený s daným vrcholem nejvyšším (klíčovým) sedlem. Často je to nejbližší vyšší vrchol, který bývá velmi blízko (např. Velká Deštná je mateřským vrcholem Malé Deštné), i když u některých hor může být i velmi daleko (např. pro Kilimandžáro je mateřským vrcholem Everest, vzdálený 5510 km). Někdy má ale nejbližší vrchol nižší sedlo a mateřský vrchol pak není nejbližší. Například pro krkonošský Medvědín jsou mateřským vrcholem Harrachovy kameny, přestože nejbližším vrcholem je Železný vrch, který je ale od Medvědína oddělen hlubokým údolím Labe.
- Prominence (též význačnost) – relativní výška hory. Počítá se jako převýšení (rozdíl výšek) mezi vrcholem a nejvyšším (klíčovým) sedlem s nějakou vyšší (mateřskou) horou. Jinými slovy jde o počet výškových metrů, o které musíme minimálně sestoupit, abychom se dostali na vyšší místo.

Alternativní definice využívá stoupající hladinu moře – kdyby hladina moře stoupla až do výše, která by z vrcholu dané hory udělala nejvyšší bod samostatného ostrova, pak prominence dané hory odpovídá teoretické nadmořské výšce vrcholu při takto zvýšené hladině moře.

## Využití izolace

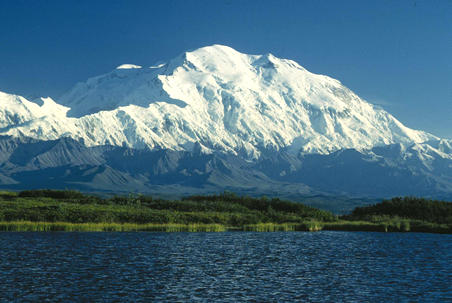
1. 3 Denali

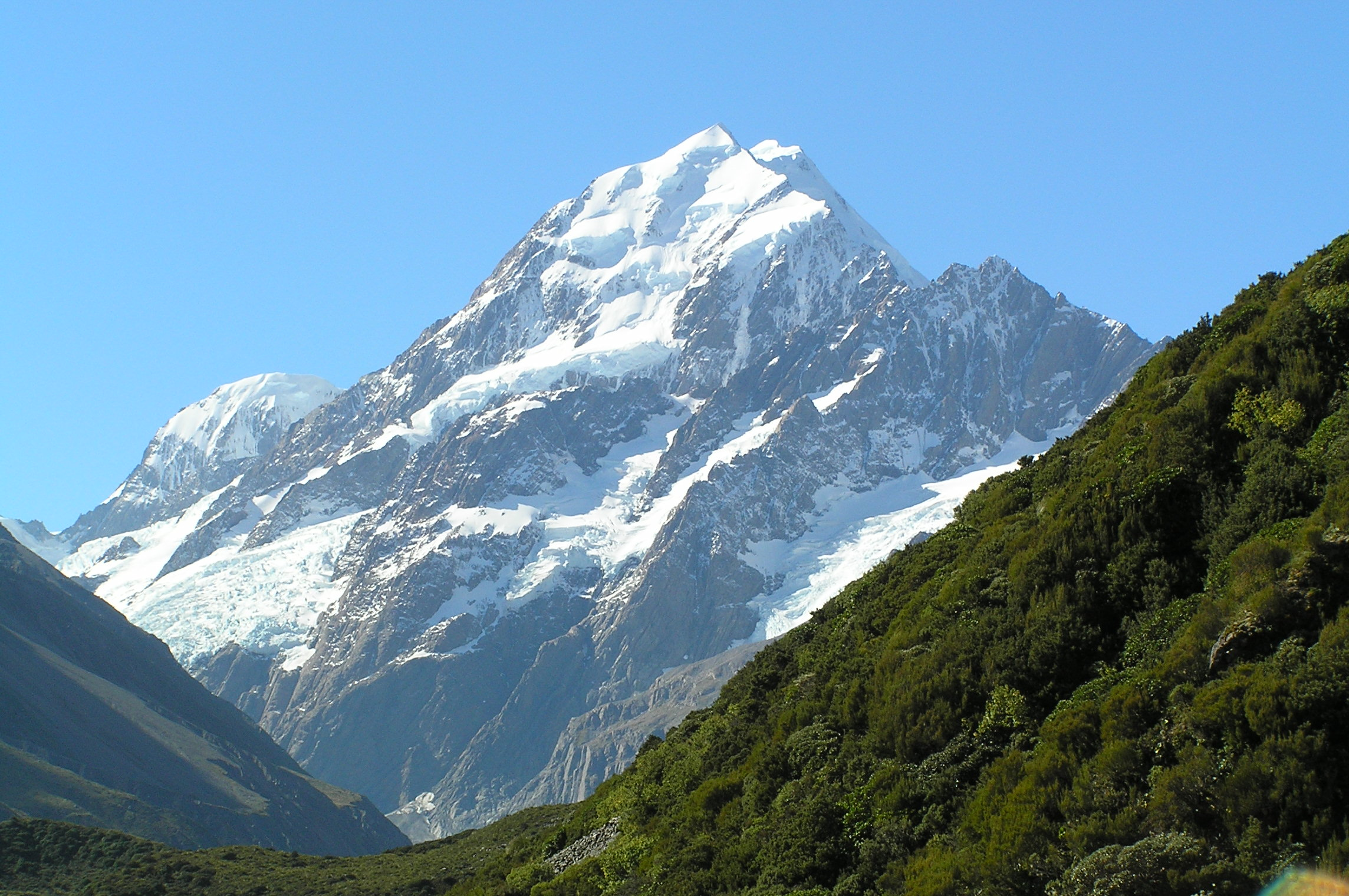
1. 10 Mount Cook

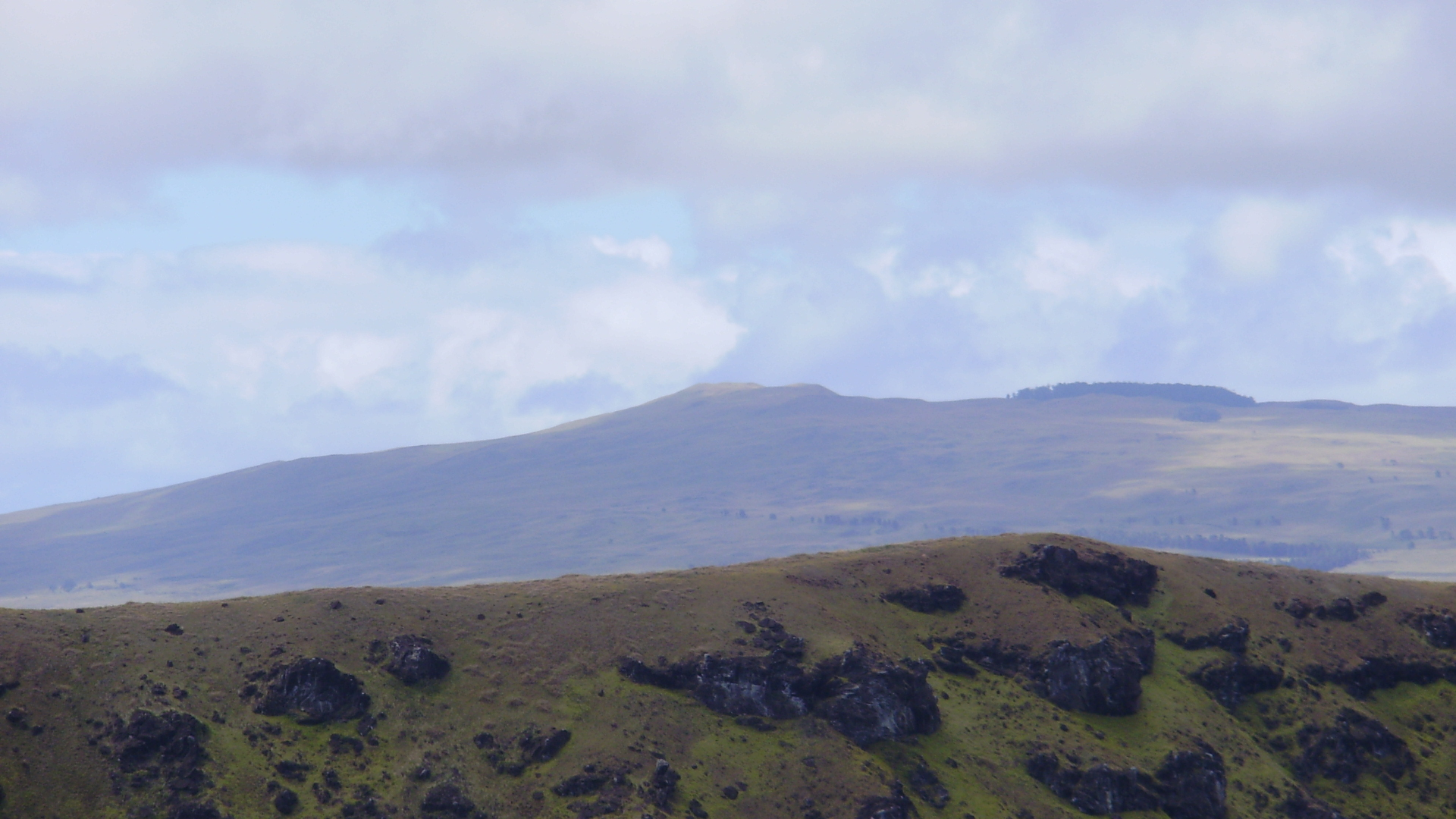
1. 12 Maunga Terevaka

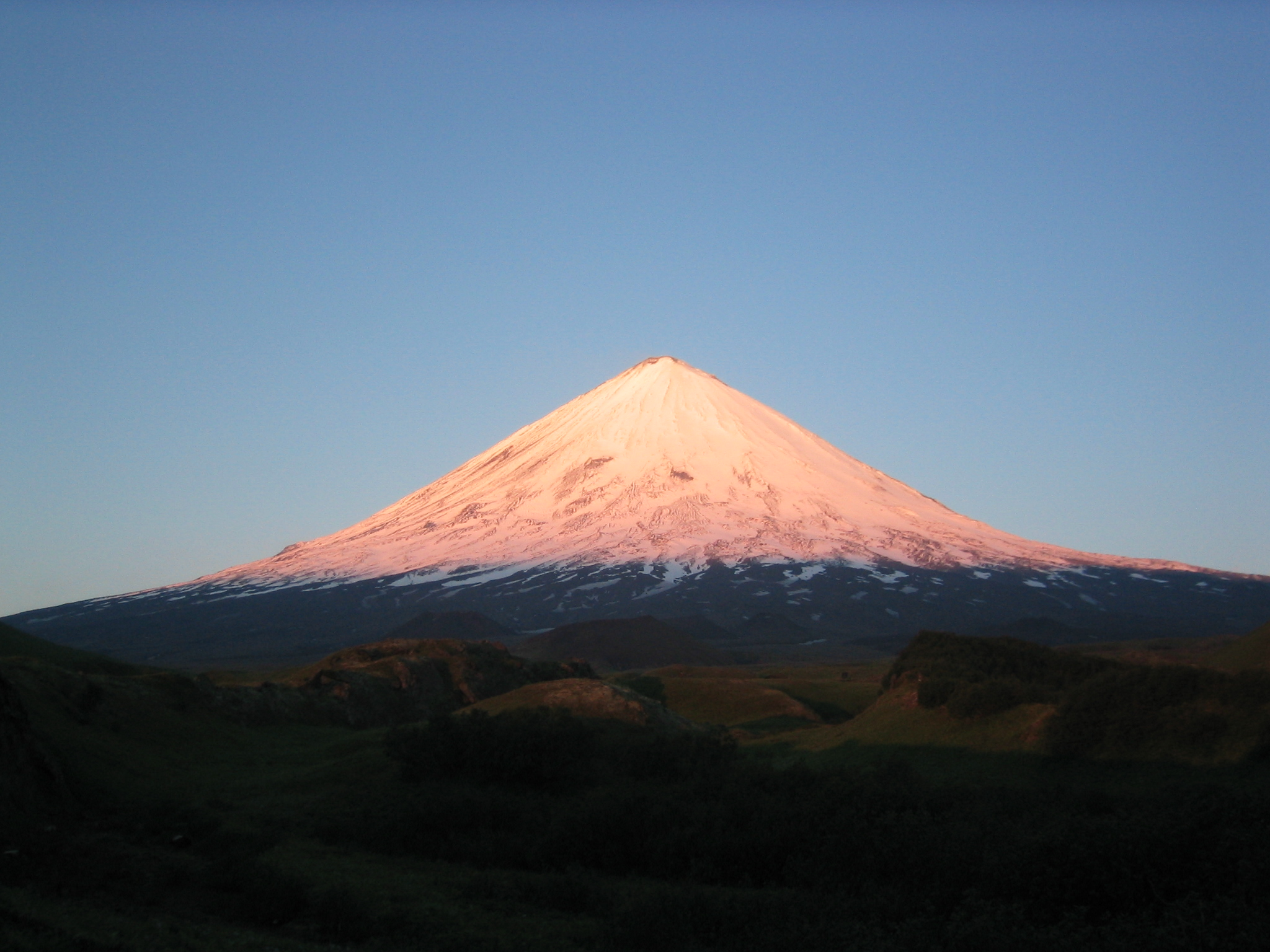
1. 15 Ključevskaja

Izolace se spolu s prominencí využívá především k hodnocení významnosti jednotlivých vrcholů, mj. i k posouzení, co se považuje za samostatný vrchol (horu) a co už ne. Neexistuje jednotné kritérium pro všechna světová pohoří, to se obvykle volí vzhledem k charakteru pohoří nebo oblasti.
Například pro české hory byla v rámci projektu Tisícovky Čech, Moravy a Slezska zvolena izolace minimálně 400 metrů (a prominence 15 m) pro tzv. hlavní vrcholy a 200 metrů (a prominence 5 m) pro vedlejší vrcholy. Tím jsou ze seznamu tisícovek vyloučeny například skály, které splňují podmínky nadmořské výšky (nad 1000 m) i prominence (nad 15/5 m), ale jsou příliš blízko hlavnímu (mateřskému) vrcholu. V podobném projektu Ultratisícovky je ultratisícovka definována jako hora s výškou přes 1000 m, prominencí přes 100 metrů a právě izolací přes 1 km.

## Nejizolovanější hory světa
Žebříček 15 nejizolovanější hor světa je úplně jiný než žebříček nejvyšších nebo nejprominentnějších hor, ve všech seznamech je shodná jen první příčka – Mount Everest.
V tomto žebříčku se také nachází všech 7 vrcholů Seven Summits, tj. nejvyšších hor jednotlivých kontinentů, stejně jako se nacházejí v žebříčku 15 nejprominentnějších hor světa.
Zajímavou horou je Maunga Terevaka, nejvyšší vrchol Velikonočního ostrova. I přes malou výšku (506 m) je 12. nejizolovanější horou světa a dokládá tak status Velikonočního ostrova jako nejodlehlejšího obývaného ostrova světa.
| #   | Vrchol            | Poloha                     | Výška  | Promi- nence | Izolace  | Izolace od                                        |
| --- | ----------------- | -------------------------- | ------ | ------------ | -------- | ------------------------------------------------- |
| 1.  | Mount Everest     | Nepál / Čína(Tibet)        | 8849 m | 8849 m       | N/A km   | N/A                                               |
| 2.  | Aconcagua         | Argentina                  | 6961 m | 6961 m       | 16518 km | Nošak                                             |
| 3.  | Denali            | USA (Aljaška)              | 6190 m | 6130 m       | 07450 km | Süe-lien Feng                                     |
| 4.  | Kilimandžáro      | Tanzanie                   | 5895 m | 5885 m       | 05510 km | Hindúkuš                                          |
| 5.  | Puncak Jaya       | Indonésie (Nová Guinea)    | 4884 m | 4884 m       | 05262 km | Ta-süe-šan                                        |
| 6.  | Vinson Massif     | Antarktida                 | 4892 m | 4892 m       | 04911 km | Risco Plateado                                    |
| 7.  | Mont Orohena      | Francouzská Polynésie      | 2241 m | 2241 m       | 04128 km | Mauna Loa                                         |
| 8.  | Mauna Kea         | USA (Havaj)                | 4205 m | 4205 m       | 03947 km | Mount Shasta                                      |
| 9.  | Gunnbjørn         | Grónsko                    | 3694 m | 3694 m       | 03254 km | Eiger                                             |
| 10. | Mount Cook        | Nový Zéland                | 3754 m | 3754 m       | 03140 km | Mount Adam (Viktoriina země)                      |
| 11. | Thabana Ntlenyana | Lesotho                    | 3482 m | 2390 m       | 03003 km | Mount Meru                                        |
| 12. | Maunga Terevaka   | Chile (Velikonoční ostrov) | 0506 m | 0506 m       | 02836 km | Cerro de Los Inocentes (Ostrovy Juana Fernándeze) |
| 13. | Mont Blanc        | Francie                    | 4808 m | 4695 m       | 02812 km | Elbrus                                            |
| 14. | Piton des Neiges  | Réunion                    | 3071 m | 3071 m       | 02767 km | Kilimandžáro                                      |
| 15. | Ključevskaja      | Rusko (Kamčatka)           | 4750 m | 4649 m       | 02748 km | Mount Foraker                                     |

## Nejizolovanější hory Česka

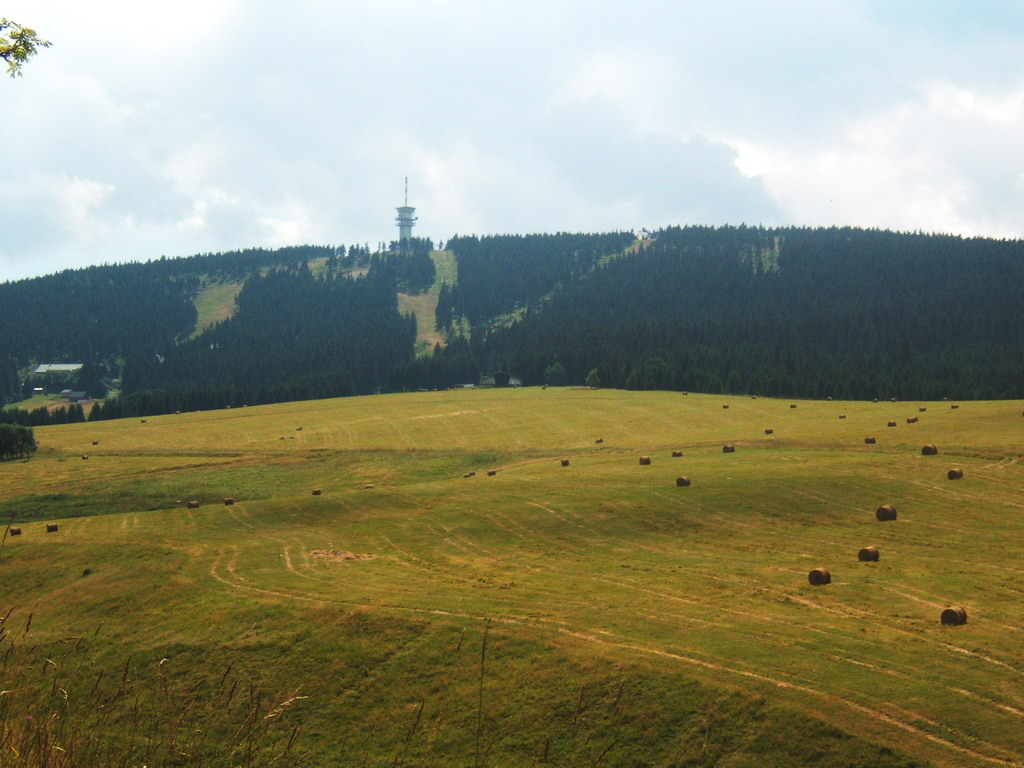
1. 2 Klínovec

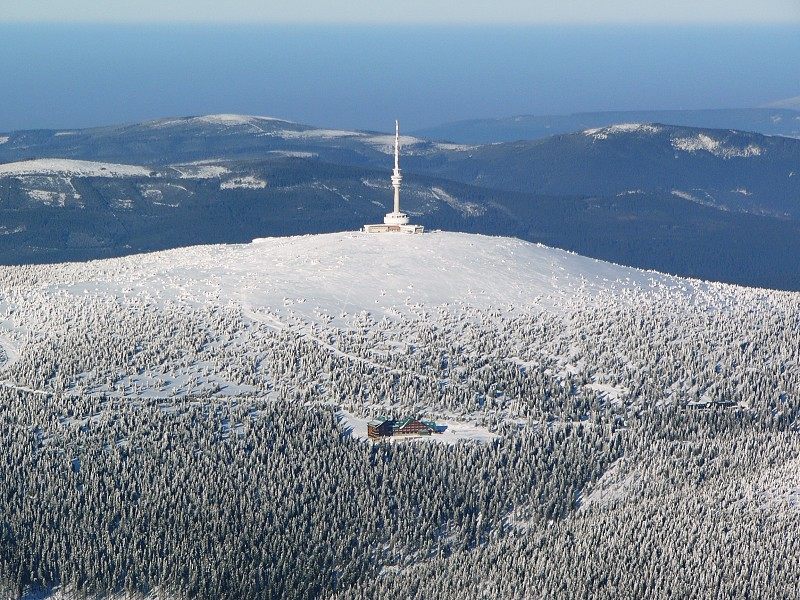
1. 3 Praděd

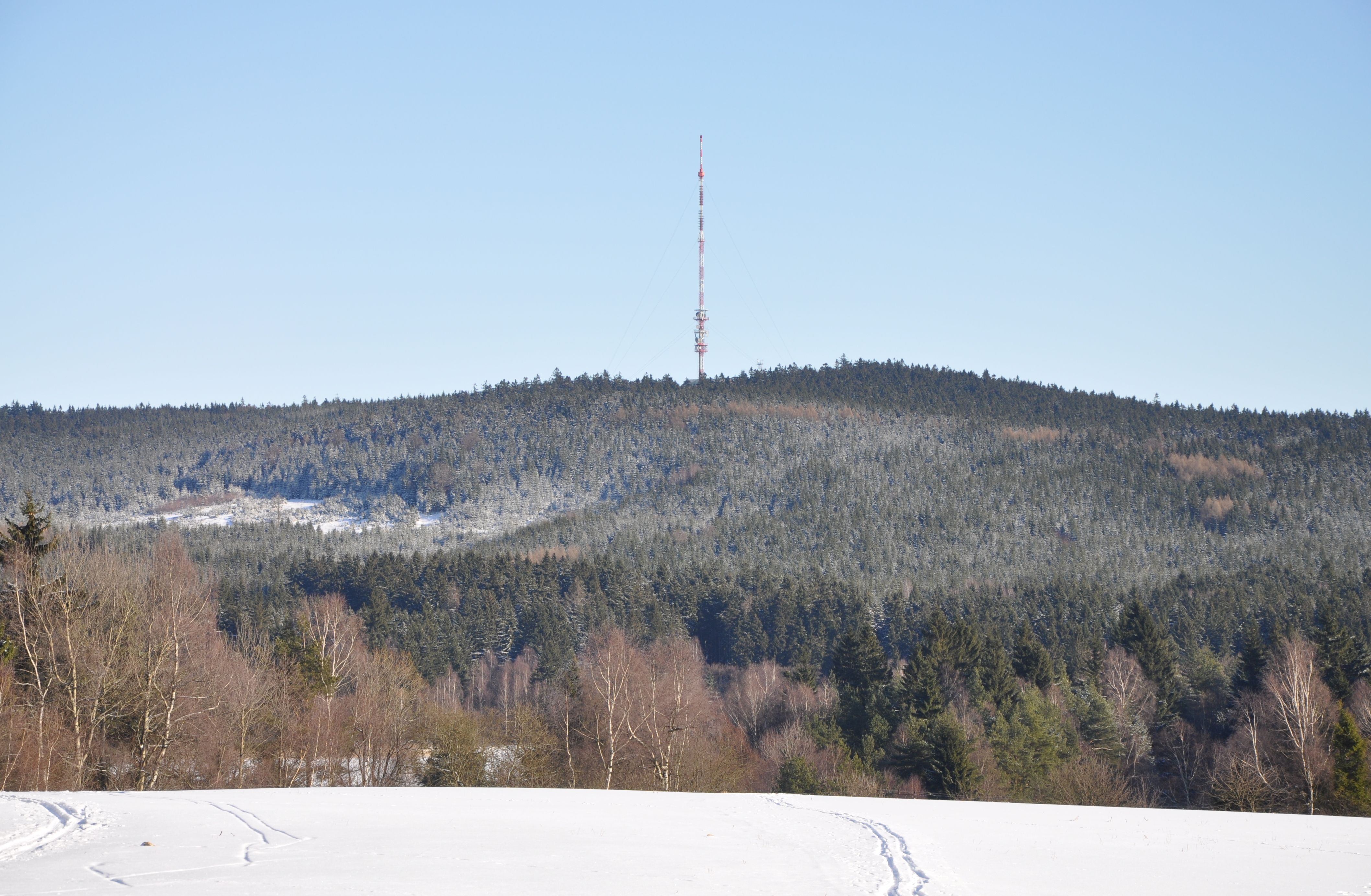
1. 4 Javořice

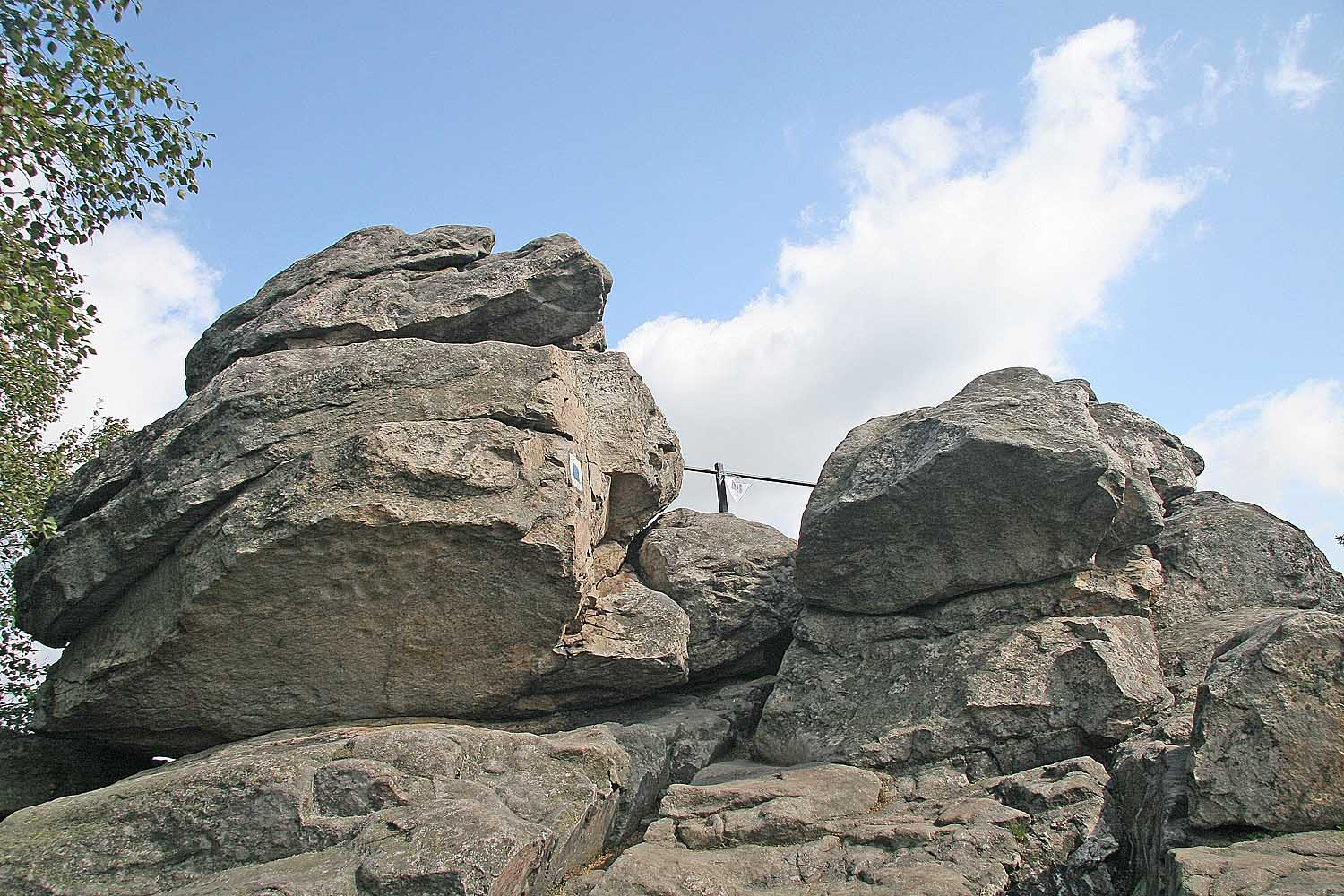
1. 6 Devět skal

Podobně jako u světových hor je nejizolovanější horou nejvyšší hora, v tomto případě Sněžka, s izolací 290 km, danou vzdáleností vrcholu k místu na severozápadním svahu Malého Kriváně v Malé Fatře. Na druhém místě je Klínovec s izolací 133 km (vzdálenost od severního svahu šumavského Ostrého) a na třetím Praděd s izolací 128 km (vzdálenost od východního svahu Sněžky). Ostatní české hory mají izolaci výrazně pod 100 km.
Následující tabulka uvádí 10 nejizolovanějších českých hor.
| #   | Vrchol     | Pohoří                   | Výška  | Promi- nence | Izolace | Nejbližší vyšší hora |
| --- | ---------- | ------------------------ | ------ | ------------ | ------- | -------------------- |
| 1.  | Sněžka     | Krkonoše                 | 1603 m | 1197 m       | 290 km  | Malý Kriváň          |
| 2.  | Klínovec   | Krušné hory              | 1244 m | 0734 m       | 133 km  | Ostrý                |
| 3.  | Praděd     | Hrubý Jeseník            | 1491 m | 0983 m       | 128 km  | Sněžka               |
| 4.  | Javořice   | Javořická vrchovina      | 0837 m | 0297 m       | 066 km  | Mandlstein           |
| 5.  | Tok        | Brdská vrchovina         | 0865 m | 0324 m       | 061 km  | Sedlo                |
| 6.  | Devět skal | Hornosvratecká vrchovina | 0836 m | 0321 m       | 061 km  | Buková hora          |
| 7.  | Lysá hora  | Moravskoslezské Beskydy  | 1324 m | 0769 m       | 054 km  | Minčol               |
| 8.  | Děvín      | Pavlovské vrchy          | 0550 m | 0348 m       | 049 km  | Proklest             |
| 9.  | Plechý     | Šumava                   | 1378 m | 0508 m       | 042 km  | Roklan               |
| 10. | Lesný      | Slavkovský les           | 0983 m | 0420 m       | 038 km  | Perninský vrch       |